# Miami Orange Bowl
Miami Orange Bowl – nieistniejący stadion sportowy w Miami, na Florydzie w USA.
Budowa stadionu rozpoczęła się w 1936 roku, a zakończona została w grudniu 1937. 10 grudnia 1937 został oddany do użytku, a rozebrany w 2008. Pierwotnie był w stanie pomieścić 23 330 osoby, a w roku 2007 72 310 osób.
Rozgrywały na nim swoje mecze m.in. drużyny futbolu amerykańskiego, takie jak:
- Miami Hurricanes (NCAA),
- Miami Dolphins (NFL),
- FIU Golden Panthers (NCAA).

Stadion był także pięciokrotnym gospodarzem meczów Super Bowl oraz wielokrotnym Orange Bowl.